# Altars of Desire
Pour plus de détails, voir Fiche technique et Distribution.
Altars of Desire est un film américain réalisé par Christy Cabanne et coécrit par Albert Lewin. Produit par la MGM, il est sorti en 1927.

## Fiche technique
- Réalisation :  Christy Cabanne
- Scénario : Albert Lewin, Agnes Christine Johnston, Alice D. G. Miller d'après une histoire courte de Maria Thompson Davies[1]
- Photographie : William H. Daniels
- Production : Metro-Goldwyn-Mayer
- Durée : 70 minutes (7 bobines)[2]
- Date de sortie :
  - USA : 5 février 1927

## Distribution
- Mae Murray : Claire Sutherland
- Conway Tearle :  David Elrod
- Robert Edeson : John Sutherland
- Maude George : Kitty Pryor
- George Beranger : Count André D'Orville